# Club LA LA
„Club LA LA” – singiel promujący drugi studyjny album Say Goodbye to LA LA Land (z 2008 roku), grupy Sirens.

## Single CD
1. Club LA LA (Radio Edit) 3:48
2. Club LA LA (Jody den Broeder radio edit) 3:45
3. Club LA LA (Jody den Broeder club dub mix) 8:05
4. Club LA LA (DaVinChe radio mix) 4:16
5. Club LA LA (Reavers main remix) 3:52
6. Club LA LA (A.D.P. remix) 3:49
7. Club LA LA (DJ Q Bassline remix) 5:06